# ダウンロード販売
ダウンロード販売（ダウンロードはんばい、英語: Digital distribution）とは、電子商取引の一種で、インターネット（オンライン）上での商品販売方法の1つである。
デジタル販売・デジタル流通・デジタル配信などとも呼ばれる。
取り扱う商品は、音楽（音楽配信）、画像（電子書籍・デジタルコミック）、動画（ビデオ・オン・デマンド）、ゲームソフト（ダウンロードコンテンツ）、ソフトウェアなどのデジタルデータを対象とする。決済はプリペイドカード、電子マネー、クレジットカード、銀行振込、コンビニエンスストアでの決済、販売店舗専用のポイントなどを利用する。
任天堂のゲームソフトやマイクロソフトやアドビのPCソフトなどでは、ダウンロードコードの書かれたカードを実店舗や通信販売で購入する物も有る。この場合既に決済は終了しているので、コードを入力しダウンロードやインストールをする。
購買の流れはインターネットショッピングと同じく、購買者はデータ販売サイトで商品となるデータの購入を確認するページに移動した後、購入を認証することによって契約が成立し、購入者はデータをダウンロードする権利を得られる。ダウンロードコードの書かれたカードを実店舗で買う場合は通常のパッケージソフトと同じ方法で購入する。

### 経済
- ECサイト
- マイクロペイメント
- 超流通
- シェアウェア